# Luís Pérez Companc
Luís Pérez Companc (* 2. Januar 1972 in Buenos Aires) ist ein argentinischer Unternehmer, Autorennfahrer und Rennstallbesitzer.

## Karriere
Luís Pérez Companc entstammt einer vermögenden argentinischen Familie. Er ist neben seinem Bruder Pablo Pérez Companc eines von acht Kindern von Gregorio Pérez Companc, des laut der Forbes-Liste der Milliardäre reichsten Argentiniers. Sein Vater sammelte historische Rennfahrzeuge. Unter anderem gehörte der Ferrari 330TRI, der Siegerwagen von Phil Hill und Olivier Gendebien vom 24-Stunden-Rennen von Le Mans 1962, zu dieser Sammlung.

### Rallyesport
Pérez Companc begann nach Einsätzen bei nationalen Veranstaltungen 2001 mit dem internationalen Rallyesport und einer Teilnahme an der Rallye Argentinien. Finanziert mit Familienkapital fuhr er in den folgenden Jahren nur einzelne Rennen. 2005 bekam er einen Werksvertrag beim Ford World Rally Team, bestritt die Weltmeisterschaftsläufe in Neuseeland und Argentinien und gewann die Gesamtwertung der argentinischen Rallye-Meisterschaft.
2006, 2007 und 2008 ging er bei Wertungsläufen der Rallye-Weltmeisterschaft im Ford Focus RS WRC für privat geführte Ford-WRC-Teams an den Start. Beste Platzierung war der fünfte Endrang bei der Rallye Japan 2007.

### Sportwagenrennen
Noch während seines letzten Jahres als Rallyepilot begann Pérez Companc mit dem Sportwagensport. Erneut konnte er sich des enormen Familienvermögen bedienen, um die Renneinsätze zu finanzieren. Einen Rennstall im klassischen Sinn besaß er nicht. Er erwarb die Rennwagen und finanzierte Ersatzteile und Renneinsätze, die in den meisten Fällen von der Rennmannschaft von AF Corse übernommen wurden.
2008 meldete er einen Ferrari F430 GT in der FIA-GT-Meisterschaft. Cockpit-Partner war sein Landsmann Matías Russo. Das Team erreichte beim letzten Rennen der Saison, dem 2-Stunden-Rennen von San Luis, mit dem Sieg in der GT2-Klasse und dem sechsten Endrang das beste Ergebnis des Jahres. Die Saisonwertung der GT2-Klasse beendeten sie als Elfte.
2009 steigerte sich das Duo auf den sechsten Endrag in der GT2-Klasse. Im selben Jahr gab er sein Debüt beim 12-Stunden-Rennen von Sebring und beim 24-Stunden-Rennen von Le Mans.  In Sebring wurde er 2009 Gesamtachter und 2012 Siebter. In Le Mans war er bisher fünfmal am Start; beste Platzierung war der neunte Endrang 2012.
Mit dem Beginn der FIA-Langstrecken-Weltmeisterschaft 2012 verlegte Luís Pérez Companc seine Aktivitäten in diese Rennserie, in der er bis zum Ablauf der Saison 2014 regelmäßig gemeldet war.

## Statistik

### Le-Mans-Ergebnisse
| Jahr | Team                   | Fahrzeug               | Teamkollege     | Teamkollege       | Platzierung | Ausfallgrund |
| ---- | ---------------------- | ---------------------- | --------------- | ----------------- | ----------- | ------------ |
| 2009 | AF Corse               | Ferrari F430 GTC       | Gianmaria Bruni | Matías Russo      | Rang 26     |              |
| 2011 | PeCom Racing           | Lola B11/40            | Pierre Kaffer   | Matías Russo      | Ausfall     | Defekt       |
| 2012 | PeCom Racing           | Oreca 03               | Pierre Kaffer   | Soheil Ayari      | Rang 9      |              |
| 2013 | PeCom Racing           | Oreca 03               | Pierre Kaffer   | Nicolas Minassian | Rang 10     |              |
| 2014 | AF Corse               | Ferrari 458 Italia GT2 | Marco Cioci     | Mirko Venturi     | Rang 22     |              |
| 2019 | Clearwater Racing      | Ferrari 488 GTE        | Matt Griffin    | Matteo Cressoni   | Rang 37     |              |
| 2023 | Richard Mille AF Corse | Ferrari 488 GTE Evo    | Alessio Rovera  | Lilou Wadoux      | Ausfall     | Unfall       |

### Sebring-Ergebnisse
| Jahr | Team                                   | Fahrzeug                 | Teamkollege     | Teamkollege          | Platzierung | Ausfallgrund |
| ---- | -------------------------------------- | ------------------------ | --------------- | -------------------- | ----------- | ------------ |
| 2009 | Advanced Engineering Pecom Racing Team | Ferrari F430 GTC         | Gianmaria Bruni | Matías Russo         | Rang 8      |              |
| 2012 | PeCom Racing                           | Oreca 03                 | Pierre Kaffer   | Soheil Ayari         | Rang 7      |              |
| 2022 | AF Corse                               | Ferrari 488 GT3 Evo 2020 | Simon Mann      | Toni Vilander        | Rang 24     |              |
| 2024 | Richard Mille AF Corse                 | Oreca 07                 | Nicklas Nielsen | Lilou Wadoux         | Ausfall     | Motorschaden |
| 2025 | AF Corse                               | Oreca 07                 | Nicklas Nielsen | Matías Pérez Companc | Ausfall     | Elektrik     |

### Einzelergebnisse in der FIA-Langstrecken-Weltmeisterschaft
| Saison  | Team              | Rennwagen          | 1   | 2   | 3   | 4   | 5   | 6   | 7   | 8   |
| ------- | ----------------- | ------------------ | --- | --- | --- | --- | --- | --- | --- | --- |
| 2012    | PeCom Racing      | Oreca 03           | SEB | SPA | LEM | SIL | SAO | BAH | FUJ | SHA |
| 2012    | PeCom Racing      | Oreca 03           | 7   | 25  | 9   | 11  | 8   | 6   | 11  | 10  |
| 2013    | PeCom Racing      | Oreca 03           | SIL | SPA | LEM | SAO | AUS | FUJ | SHA | BAH |
| 2013    | PeCom Racing      | Oreca 03           | 9   | 8   | 10  | 6   | 6   | 10  | DNF | 14  |
| 2014    | AF Corse          | Ferrari 458 Italia | SIL | SPA | LEM | AUS | FUJ | SHA | BAH | SAO |
| 2014    | AF Corse          | Ferrari 458 Italia | 20  | 18  | 22  | 21  |     |     |     |     |
| 2018/19 | Clearwater Racing | Ferrari 488 GTE    | SPA | LEM | SIL | FUJ | SHA | SEB | SPA | LEM |
| 2018/19 | Clearwater Racing | Ferrari 488 GTE    |     |     |     |     |     |     | 27  | 37  |
| 2023    | AF Corse          | Ferrari 488 GTE    | SEB | POR | SPA | LEM | MON | FUJ | BAH |     |
| 2023    | AF Corse          | Ferrari 488 GTE    | DNF | 22  | 20  | DNF | 27  | 31  | 30  |     |